# Кетрін Стокетт
Кетрін Стокетт (англ. Kathryn Stockett) — американська письменниця. Насамперед відома як авторка роману «Прислуга» (2009), який розповідає про чорношкірих служниць, що у 1960-ті роки працюють на білих людей на півдні США, штат Міссісіпі.

## Біографія
Народилася 1969 року в місті Джексон, Міссісіпі, США. Навчалася в Університеті Алабами, де спеціалізувалася на креативному письмі та англійській мові. Переїхавши до Нью-Йорка, протягом дев'яти років працювала в журналі. Згодом деякий час проживала в Атланті, Джорджія. Після повернення на південь Америки, сконцентрувала усю свою увагу на письменницькій кар'єрі. До 2011 року перебувала у шлюбі з Кейтом Роджерсом; має дочку.

## Письменницька кар'єра
2009 року світ побачив дебютний роман письменниці — «Прислуга», який розповідає про чорношкірих служниць на півдні США у 60-х роках минулого сторіччя. Для написання книги авторці знадобилося п'ять років. Письменниці відмовляли у публікації книги аж 60 разів, допоки їй не вдалось знайти літературного агента Сюзан Ремер. Загалом роман перекладено більш ніж сорока мовами світу, серед яких, зокрема, й українська. Станом на 2012 рік продано 10 млн примірників книги. Ба більше, протягом 100 тижнів роман перебував у «Списку бестселерів від Нью-Йорк Таймз». 2011 року вийшла однойменна екранізація книги — «Прислуга».
В одному зі своїх інтерв'ю Кетрін Стокетт розповіла про свій власний досвід, який надихнув її на написання книги:
|  | Своє дитинство я провела у Міссісіпі, де майже кожна відома мені родина мала чорношкіру служницю у своєму будинку, яка куховарила, прибирала та доглядала за білими дітьми. Так виглядало життя в Міссісіпі. У юному віці мені здавалося, що так живе уся Америка. Оригінальний текст (англ.) Growing up in Mississippi, almost every family I knew had a black woman working in their house--cooking, cleaning, and taking care of the white children. That was life in Mississippi. I was young and assumed that's how most of America lived. |

.
Служниця Ебілен Купер, яка колись працювала на брата Стокетт, подала на письменницю до суду. Вона стверджувала, що Кетрін використала у книзі її образ, проте суддя округу Гіндс не задовольнив позов через строк давності. Письменниця, зі свого боку, заперечує будь-яке використання образу служниці та стверджує, що вона була ледь знайома з позивачкою.

## Переклад українською
- Кетрін Стокетт. Прислуга. — Х. : КСД, 2016. — 496 с. — ISBN 978-617-12-3381-2.